# Ceriochernes vestitus
Ceriochernes vestitus är en spindeldjursart som beskrevs av Beier 1974. Ceriochernes vestitus ingår i släktet Ceriochernes och familjen blindklokrypare. Inga underarter finns listade i Catalogue of Life.